# Lixfeld (Briefadelsgeschlecht)

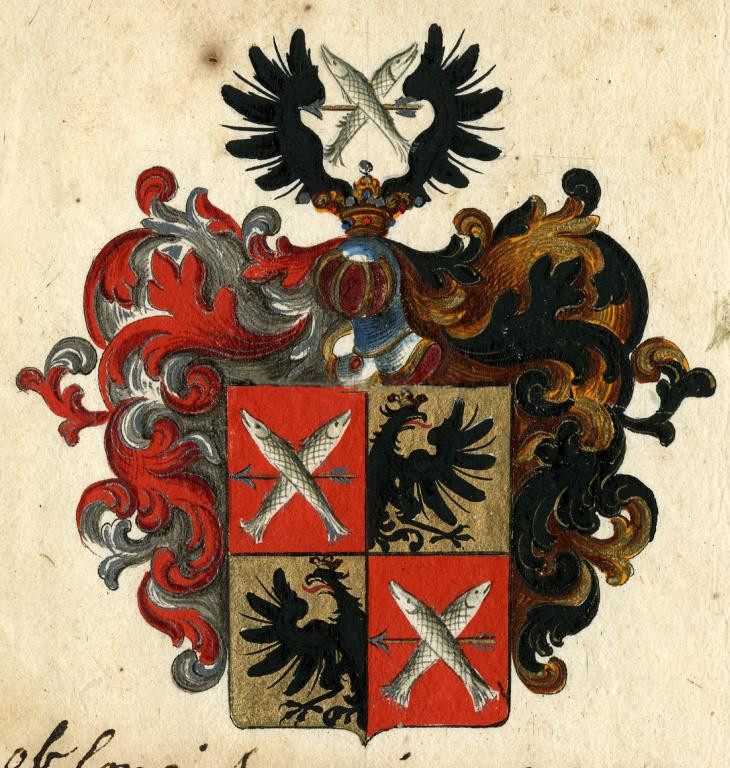
Wappen derer von Lixfeld (1737)

Lixfeld (auch Lixfeldt o. ä.) ist der Name eines erloschenen westfälischen Briefadelsgeschlechts.
Die Familie ist zu unterscheiden von zwei gleichnamigen, aber wappenverschiedenen Geschlechtern, dem hessischen Uradelsgeschlecht Lixfeld und dem westfälischen Uradelsgeschlecht Lixfeld. Eine Stammesverwandtschaft dieser Familien ist nicht belegt.

## Geschichte
Das Geschlecht stammt aus Münster. Anselm Franz Benedikt Lixfeldt (* 24. August 1718; † 1761), kaiserlicher Postmeister zu Münster, Sohn der am 13. August 1716 verheirateten Eheleute Georg Heinrich Lixfeld (1693–1723), kaiserlicher Rat sowie fürstlich-münsterischer Pfennig- und Postmeister, und Catharina Elisabeth Borghorst, wurde am 28. Januar 1737 mit Prädikat „von“ in den rittermäßigen Adelsstand für das Reich und die Erblande erhoben. Er war mit Berhardine Franziska von Scheffert verheiratet, die Esterwegen in die Ehe einbrachte.
Ihr Sohn, Reichspostmeister Clement August von Lixfeld († 1776), war mit Maria Josepha geb. von Kerckerinck zu Stapel verheiratet. 1776–1779 kam es einen Streit um die Vormundschaft über den Sohn der Eheleute, Franz Hermann Ludwig von Lixfeld († 1781). Mit dem kinderlosen Tod des Franz Hermann Ludwig von Lixfeld am 6. Juli 1781 erlosch das Geschlecht im Mannesstamm. Erbin war die Schwester seines Vaters, Maria Franziska von Lixfeld, die mit dem Oberpostmeister Heinrich Joseph von Wuellenweber verheiratet war.

## Wappen
Blasonierung: Quadriert. Felder 1 und 4 in Rot zwei ins Andreaskreuz gelegte silberne Fische, über die ein nach rechts gerichteter goldener Pfeil liegt; Felder 2 und 3 in Gold ein an die Quadrierungslinie angelegter halber schwarzer Adler. Auf dem gekrönten Helm mit rechts rot-silbernen und links schwarz-goldenen Helmdecken ein offener schwarzer Flug, zwischen dem sich die Fische mit Pfeil wiederholen.
Bei Max von Spießen sind die Felder 2 und 3 abweichend nicht in Gold, sondern in Silber dargestellt sowie die Helmdecken beidseitig rot-silbern.
Das Wappen des Briefadelsgeschlechts referenziert auf das Wappen des gleichnamigen erloschenen westfälischen Uradelsgeschlechts, dessen Wappen in den Feldern 1 und 4 aufgenommen wurde.

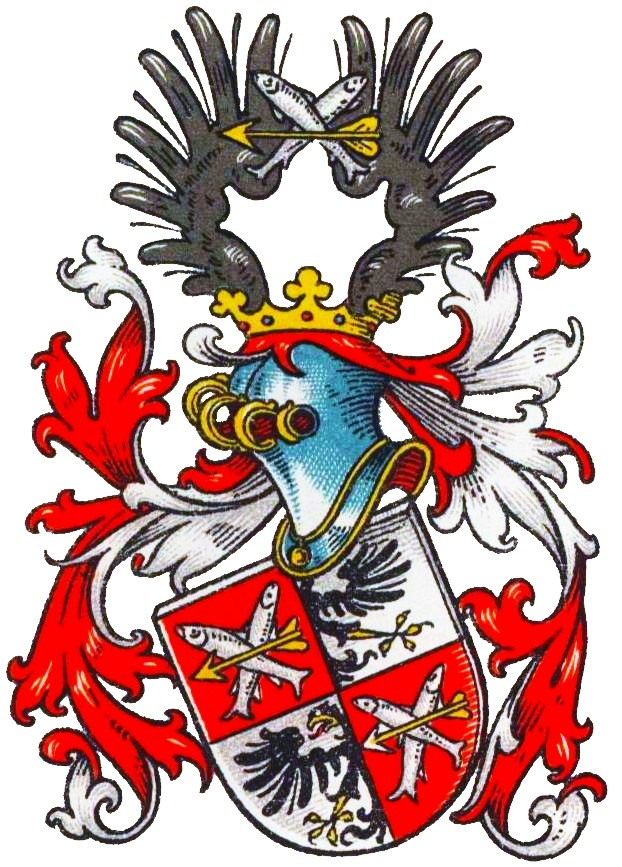
Wappen der briefadeligen Lixfeld (1737) im Wappenbuch des Westfälischen Adels
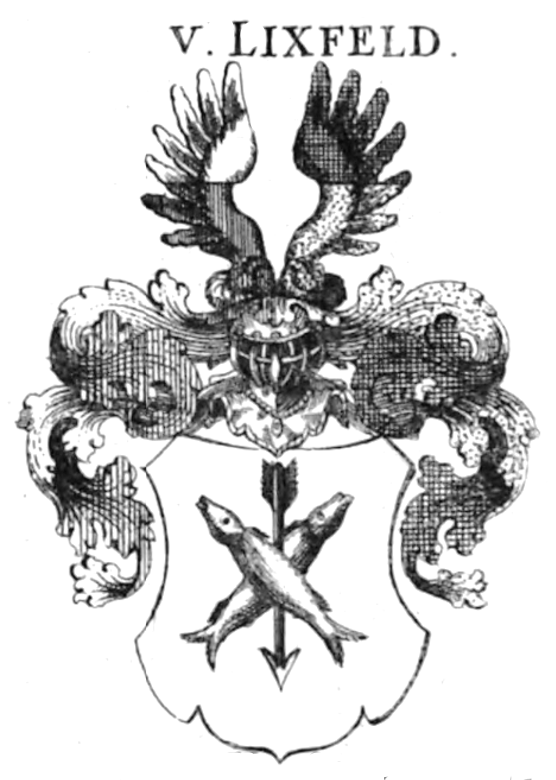
Wappen der uradeligen Lixfeld in Siebmachers Wappenbuch